# Phaeotrema consimile
Phaeotrema consimile är en svampart som beskrevs av Müll. Arg. 1887. Phaeotrema consimile ingår i släktet Phaeotrema, klassen Dothideomycetes, divisionen sporsäcksvampar och riket svampar.   Inga underarter finns listade i Catalogue of Life.